# 中里站 (岩手縣)
中里站（日语：／ Nakasato eki */?）曾是位於岩手縣宮古市刈屋，屬於東日本旅客鐵道的岩泉線車站（廢站）。此站隨著岩泉線全線廢除而於2014年（平成26年）4月1日廢站。

## 歷史
- 1966年（昭和41年）10月1日 - 車站啟用[1]。
- 1987年（昭和62年）4月1日 - 伴隨國鐵分割民營化，車站由東日本旅客鐵道（JR東日本）營運[1]。
- 2010年（平成22年）
  - 7月31日 - 由於發生天災，使岩泉線不能通行。
  - 8月2日 - 開設代行巴士服務。
- 2014年（平成26年）4月1日 - 岩泉線正式廢除，車站也被廢除[2][3]。

## 車站構造
此站在廢站前為1面1線單式月台的地面車站，也是由茂市站負責管理的無人車站。月台上設有候車室。

## 鐵路單車
在2016年（平成28年）6月起，主要在部分季節的星期六、日及及假日，此站至岩手和井內站之間設有鐵路單車設施。

## 車站周邊
車站位於刈屋川旁邊的耕地中。
- 中里巴士站
  - 東日本交通（日语：東日本交通 (岩手県)）岩泉茂市線（岩泉線廢除替代巴士）
  - 新里地域巴士（日语：新里地域バス）和井內線

## 相鄰車站
東日本旅客鐵道（JR東日本）
■岩泉線
岩手刈屋－中里－岩手和井內

## 注腳
1. 1 2 3  曾根悟（監修）. 朝日新聞出版分冊百科編集部（編集） , 编. . 週刊朝日百科. 21号 釜石線・山田線・岩泉線・北上線・八戸線. 朝日新聞出版. 2009-12-06: 21 （日语）.
2. ↑  岩泉線の廃止についてPDF（日語） - 東日本旅客鐵道，2013年11月8日
3. ↑  岩泉線きょう廃止届 押角トンネルなど無償譲渡（日語） - 讀賣新聞，2013年11月8日《2014年1月18日參閲，現時只保留存檔》
4. ↑   （页面存档备份，存于）（日語）